# Uruachi
Uruachi è una municipalità di Chihuahua, nel Messico settentrionale, il cui capoluogo è la località omonima.
Conta 8.200 abitanti (2010) e ha una estensione di 2.656,96 km².
Il significato del nome della località in lingua tarahumara significa luogo delle brezze.